# UFO - Allarme rosso... attacco alla Terra!
UFO - Allarme rosso... attacco alla Terra! è un film di fantascienza del 1971, primo adattamento tratto dalla serie televisiva di successo UFO di Gerry Anderson.

## Produzione
Il lungometraggio, distribuito per il mercato italiano nel 1973, aveva l'intento di sfruttare il successo di pubblico televisivo della serie UFO e fu pubblicizzato come "un grande film a colori che non vedrete mai in TV", perché, a quel tempo, la RAI trasmetteva UFO in bianco e nero.
Il film fu realizzato unendo tre episodi: il n. 19 (The cat with ten lives), il n. 23, (The Psychobombs) ed il n. 24 (Timelash), montati al fine di ricavarne un'unica trama. L'opera, nonostante il grande successo commerciale, non incontrò il parere favorevole della critica in quanto lo si ritenne un film realizzato per il grande schermo piuttosto che un montaggio di tre episodi televisivi differenti ma ebbe comunque il merito, insieme ai successivi UFO ...annientate SHADO, uccidete Straker... stop e UFO - Distruggete Base Luna, di chiarire al pubblico alcuni retroscena della serie televisiva quali la vita privata ed il reclutamento del comandante Straker, nonché la genesi dell'organizzazione SHADO.
In seguito al successo ottenuto vennero realizzati altri cinque 
lungometraggi, nei quali l'opera di riassemblaggio e di mutamento dei dialoghi divenne così evidente e disinvolta da stravolgere e addirittura storpiare l'intero intreccio narrativo.
La colonna sonora, per una curiosa svista, venne attribuita al compositore John Barry invece che all'originale Barry Gray, così il film venne arricchito con le note sfarzose di Agente 007.

## Trama

### Prima parte
Nei sotterranei di uno studio cinematografico si trova il quartier generale della SHADO, l'organizzazione segreta per la difesa contro gli attacchi di una imprecisata popolazione extraterrestre; l'organizzazione possiede anche una base sulla luna da dove mezzi intercettori possono decollare per distruggere gli UFO che stanno per entrare nell'atmosfera terrestre. Durante un attacco alla base lunare il pilota Jim Regan viene ripreso dal comandante Ed Straker  a causa del suo comportamento avventato e richiamato sulla terra. Dopo un incontro con il colonnello Foster egli partecipa, insieme alla moglie Jean, ad una seduta spiritica da dove esce piuttosto innervosito e lei nota in lui strani comportamenti.
Durante il rientro a casa lungo la strada si fermano per raccogliere un gatto randagio ma vengono aggrediti dagli alieni e la moglie viene rapita; Regan fa velocemente ritorno alla base per comunicare quanto gli è accaduto ma Straker gli ordina di tornare subito sulla luna per avere ogni pilota a disposizione, mentre il gatto riesce ad intrufolarsi nella base. Il giorno dopo l'UFO riaffiora da un lago e gli intercettori escono per colpirlo ma il pilota non attacca il mezzo alieno dove forse si trova la moglie, ed, una volta rientrato sulla terra, sembra condizionato dal gatto che si trova nel suo alloggio e la sera aggredisce Paul Foster, chiamato a sostituirlo, con le movenze di un gatto e, contrariamente agli ordini ricevuti, fa ritorno alla base lunare.
Straker, dopo il racconto di Foster, intuisce il collegamento che può esserci tra il folle comportamento di Regan e la presenza del gatto e capisce che il pilota, ormai condizionato, ha ricevuto l'ordine dagli alieni di distruggere con il suo intercettore la base lunare e dà ordine di trovare il gatto con una muta di cani che riescono a raggiungerlo un attimo prima dello schianto ma troppo tardi perché il pilota possa salvarsi.

### Seconda parte
Durante una notte un UFO condiziona tre soggetti: una donna, Linda Simmonds, una segretaria di azienda, e due uomini, Daniel Clark, un bancario, e Clem Mason, un costruttore edile, allo scopo di trasformarli in "kamikaze" per fare saltare le installazioni SHADO.

Prima che possano adempiere ai loro compiti la donna uccide un agente della polizia stradale che l'aveva fermata e Clark aggredisce il comandante Straker tramortendolo; nella macchina del comandante, Clark lascia un messaggio degli alieni che intimano all'organizzazione di arrendersi entro 24 ore altrimenti verranno fatte saltare la centrale elettrica, la base sottomarina Skydiver ed infine il quartier generale SHADO: i primi due attentati vengono realizzati con la conseguente morte dei due uomini mentre Linda Simmonds viene rintracciata attraverso la targa dell'automobile fornita dall'agente di polizia e ricercata dopo avere ucciso il suo direttore.
Foster riesce a trovarla ed a portarla alla base mentre l'UFO viene avvistato; una volta all'interno la donna riesce a liberarsi e, ancora sotto condizionamento, tenta di farla esplodere. Straker sa che l'UFO sta per essere abbattuto e, giocando sul filo dei secondi, riesce a ritardare per qualche attimo l'azione di Linda che, tornata vulnerabile dopo l'abbattimento dell'UFO, rimane folgorata dopo avere afferrato i cavi dell'alta tensione, non riuscendo a fare esplodere la base.

### Terza parte
Il comandante Straker entra nella sala controllo ed inizia a distruggere le apparecchiature sotto lo sguardo attonito dei presenti; travolgendo Foster ed i tecnici che avevano tentato di fermarlo, fugge all'esterno ed inizia a correre negli studi cinematografici inseguito dal colonnello e dagli agenti; lungo la strada essi trovano Turner, un operatore radar, morto, accasciato all'interno di un'automobile elettrica e, raggiunto il comandante su un terrazzo, trovano anche il colonnello Virginia Lake tramortita e Foster, in una tasca del vestito del comandante, trova una fiala di X50.
Il comandante viene portato in infermeria e, sotto sedativi, inizia a ricordare quanto gli è accaduto: la sera prima, percorrendo in macchina una strada insieme al colonnello Lake, avevano subito un attacco da un UFO ed al rientro agli studi cinematografici avevano inspiegabilmente trovato non più la notte ma il giorno ed ogni forma di vita immobilizzata; scesi nella sala controllo avevano trovato la medesima situazione e si erano resi conto che gli alieni avevano fermato il tempo.

Avvertendo che anche loro stavano per essere immobilizzati si erano recati al centro medico per iniettarsi una dose di X50, un preparato sperimentale che aumenta le forze e la velocità di reazione ma successivamente non utilizzato in quanto ritenuto troppo pericoloso.
Una volta riavutisi capiscono che l'UFO ha bisogno che il campo di pressione, creato per fermare il tempo, si esaurisca prima di atterrare e cominciano ad inseguire Turner che, condizionato dagli alieni, ha ricevuto da loro la promessa di essere il nuovo capo in cambio della creazione del "corridoio" per potere fermare il tempo. Dopo che l'inseguimento non ha dato esito i due avvistano l'UFO che si sta avvicinando e Straker preleva un bazooka per tentare di colpirlo ma Turner lo aggredisce tramortendo il colonnello e rubando la chiave della sicura dell'arma; il comandante lo rincorre e riesce ad ucciderlo, tornando precipitosamente sulla terrazza e riuscendo ad abbattere l'UFO e, una volta accertatosi delle condizioni del colonnello, fa ritorno in sala comando distruggendo le apparecchiature e con esse il programma inserito da Turner per fermare il tempo.
Finito il racconto il generale Henderson ed il medico capiscono quanto è successo e che ancora una volta il comandante è riuscito a salvare il mondo.

## Distribuzione
Fu distribuito anche in Germania con il titolo 80000 Meilen durch den Weltraum e in Spagna con il titolo OVNI los diablos rojos atacan la tierra.